# Toʻraqoʻrgʻon
Toʻraqoʻrgʻon (aussi Turakurgan ou Toʻrakoʻrgʻon ; en ouzbek : Toʻraqoʻrgʻon / Туракурган) est une ville de la province de Namangan, en Ouzbékistan.
Sa population est estimée à 25 600 habitants en 2005.